# Three... Extremes
Three... Extremes (xinès 三更2, Sāngēng 2; coreà 쓰리, 몬스터 Sseuli, Monseuteo; japonès: 美しい夜、残酷な朝; Utsukushī Yoru, Zankokuna Asa) és una pel·lícula d'antologia de terror del 2004 que consta de tres segments individuals de tres diferents directprs de països d’Àsia oriental —Xina, Japó i Corea del Sud— seguint el concepte del seu predecessor, Three (2002).
Els seus tres segments, Dumplings, Cut i Box, van ser dirigits pel director de Hong Kong Fruit Chan, el director sud-coreà Park Chan-wook i el director japonès Takashi Miike, respectivament. Dumplings es va estrenar com a un llargmetratge al cinema el mateix any, i es va reduir a una durada més curta per a la seva inclusió a Three... Extremes.

## Argument

### Dumplings
L'envellida actriu Sra. Li vol recuperar la seva joventut i bellesa per cridar l'atenció del seu marit, Li, que s'ha portat secretament una amant. Compra boles de massa a la tieta Mei, una venedora misteriosa que diu ser molt més gran del que sembla. No obstant això, s'assabenta que les crestes xineses estan fetes de fetus avortats, que la Mei agafa d'un hospital proper que té una instal·lació secreta d'avortament, a més de treballar com a llevadora d'avortaments.
Tanmateix, la Sra. Li decideix continuar menjant les crestes xineses. Un d'ells, fet d'un fetus de cinc mesos (el més antic dels fetus avortats fins ara), sembla tenir un efecte positiu en la Sra. La libido de Li, però també fa que la seva pell mostri una olor de peix. Finalment, la Mei s'ha de marxar quan les autoritats estan a punt de capturar-la. Mrs. Li, ara embarassada de dos mesos tot i haver estat declarada infèrtil abans, encara està desesperada per un rejoveniment i decideix avortar el seu propi fetus, presumiblement per convertir-lo en crestes xineses.

### Cut
Un director de cinema d'èxit ha d'enfrontar-se a una nit dissortada quan un home que va aparèixer a les seves cinc pel·lícules com a extra el captura tant a ell com a la seva dona per jugar a un joc mortal. La dona, una pianista, està amordassada i atrapada en un sistema de cables afilats al seu piano. El director rep la instrucció d'estrangular a una noia jove que l'extra va conèixer abans, o, en cas contrari, tallarà els dits de la dona un cada cinc minuts. L'extra revela que va segrestar la parella perquè està gelós que el director pugui ser un home ric i bo, mentre que ell és pobre i maltracta la seva dona i el seu fill, el primer dels quals va assassinar abans de l'incident.
El director intenta guanyar temps explicant històries de la seva infidelitat, tot i que l'extra continua tallant els dits de la dona fins que només en queda un a la mà esquerra. El director finalment decideix matar la jove estrangulant-la. Ho intenta, però no aconsegueix matar-la. La perruca de la jove es treu i es revela que és un nen, el fill de l'extra. L'extra només s'atura quan rellisca després de trepitjar un anell sagnant que portava l'esposa abans de tallar-li el dit anular. Llavors la dona mossega el coll de l'extra, empenyent-lo als cables que l'empresonen, deixant-lo sagnant fins a morir. Traumatitzat i delirant, el director, que ara creu que la seva dona és el fill de l'extra i viceversa, l'estrangula fins a la mort.

### Box
Kyoko, una novel·lista de 25 anys, sovint experimenta malsons del seu passat com a artista de circ. Quan tenia 10 anys, Kyoko treballava en un circ amb la seva germana bessona Shoko i el seu benefactor Higata. Kyoko va sentir que Higata afavoria la Shoko per sobre d'ella quan l’elogiava després d'una actuació. Quan la Shoko estava entrenant, la Kyoko la va forçar i la va tancar dins d'una caixa. No obstant això, Higata va observar l'incident i va intentar rescatar-la, només perquè en Kyoko li va fer cicatrius a la cara i després va incendiar la caixa per accident. Des de llavors, la Kyoko està corsecada per la culpa i vol demanar perdó a la seva germana. També és sorprenentment impactada pel seu editor de literatura, Yoshii, que és un doppelgänger d'Higata, excepte que ell és més amatent amb ella.
Un dia, Kyoko segueix una invitació al seu antic circ, només per descobrir la caixa que conté les restes cremades de Shoko. S'enfronta a Higata, que es distreu després de l'incident i li diu que tant Kyoko com Shoko són importants per a ell, però només com una entitat. Després d'atraure-la perquè el besin, l'obliga a introduir-se en un sac de plàstic, l'encaix en una caixa i després l'enterra al terreny nevat proper. No obstant això, es revela que tot l'esdeveniment de la pel·lícula és només un somni més de Kyoko, que en realitat s'ha unit amb Shoko des del naixement. Les germanes surten de la casa per trobar-se amb Higata/Yoshii, tots dos de fet la mateixa persona.

## Repartiment

### Dumplings
- Miriam Yeung com la senyora Li
- Bai Ling com a Mei
- Pauline Lau com a minyona de Li
- Tony Leung Ka-fai com a Li
- Meme Tian com Connie

### Cut
- Lee Byung-hun com a director
- Im Won-hee com a estrany
- Kang Hye-jung com a dona del director
- Yum Jung-ah com a actriu en el paper de vampir

### Box
- Kyōko Hasegawa com a Kyoko
- Atsuro Watabe com a Yoshii/Higata
- Mai Suzuki com el jove Kyoko
- Yuu Suzuki com el jove Shoko

## Dumplingsal cinema
El primer segment de Three... Extremes', Dumplings es va ampliar i es va convertir en una pel·lícula de llarga durada del mateix nom que Tartan Films va estrenar als cinemes britànics a la primavera de 2006. .

## Llançament
Three... Extremes es va estrenar als cinemes el 28 d'octubre de 2005 per Lionsgate. Després de la seva estrena el 17 de novembre de 2005, la pel·lícula va recaptar 77.532 dòlars a Amèrica del Nord i 1.516.056 dòlars a altres territoris, per un total mundial de 1.593.588 dòlars.

### Resposta crítica
Three...Extremes va rebre crítiques generalment positives. L'agregador de ressenyes Rotten Tomatoes va donar a la pel·lícula una puntuació d'aprovació del 84% basada en 62 crítiques, amb una valoració mitjana de 6,8 sobre 10; el seu consens diu: "Aquesta antologia conté històries de terror brutals i poderoses de tres dels principals directors d'Àsia." Metacritic, que assigna una puntuació normalitzada sobre 100 a les ressenyes dels principals crítics , va donar a la pel·lícula una puntuació mitjana de 66 sobre 100 basada en 22 crítiques, la qual cosa indica "crítiques generalment favorables".
El crític de Chicago Sun-Times Roger Ebert va elogiar la pel·lícula donant-li 3½ estrelles de 4, descrivint les pel·lícules com "profundament, profundament esgarrifoses", i va atribuir les seves qualitats a les obres dels famosos escriptors de terror Edgar Allan Poe, H.P. Lovecraft i Stephen King. Dana Stevens de The New York Times va fer una crítica positiva i va escriure: "Tot i que Three Extremes  [sic] pot semblar domesticat per als fanàtics cansats del que s'ha anomenat New Asian Horror, serveix com una bona introducció al gènere per a aquells curiosos però delicats." Ty Burr de The Boston Globe va donar una crítica favorable i va aconsellar als espectadors "que s'enganxessin els cinturons de seguretat per a un viatge accidentat --narrativament i artísticament-- i no hi entrin amb l'estómac ple."
Al XXXVII Festival Internacional de Cinema Fantàstic de Catalunya va rebre el premi al millor maquillatge.